# سرشماری ۲۰۲۱ کانادا
سرشماری ۲۰۲۱ کانادا (انگلیسی: 2021 Canadian census) شمارش دقیق جمعیت کانادایی با تاریخ مرجع ۱۱ مه ۲۰۲۱ بود. این سرشماری به دنبال سرشماری کانادا در سال ۲۰۱۶ است که در آن زمان جمعیت ۳۵٬۱۵۱٬۷۲۸ نفر بود. نرخ پاسخ کلی ۹۸٪ بود که کمی کمتر از نرخ پاسخ برای سرشماری ۲۰۱۶ است. جمعیت این کشور در این سرشماری ۳۶٬۹۹۱٬۹۸۱ نفر بوده که نسبت به سال ۲۰۱۶ افزایش ۵٫۲ درصدی را نشان می‌دهد.